# Rocquigny (Aisne)
Rocquigny település Franciaországban, Aisne megyében. Lakosainak száma 364 fő (2022. január 1.). Rocquigny Clairfontaine, La Flamengrie, Étrœungt, Féron és Wignehies községekkel határos.

## Népesség
A település népessége az elmúlt években az alábbi módon változott:
| Lakosok száma | 438  | 407  | 424  | 395  | 386  | 368  | 361  | 357  | 359  | 364  |
|               | 1968 | 1982 | 1990 | 2006 | 2013 | 2015 | 2017 | 2019 | 2020 | 2022 |